# Zero no Tsukaima
Zero no Tsukaima (ゼロの使い魔 lit. El familiar de Zero?), conocida como La magia de Zero en Hispanoamérica y España, es una serie de novelas ligeras japonesas escritas por Noboru Yamaguchi e ilustradas por Eiji Usatsuka. La novela ha sido adaptada a una serie de anime por J.C.Staff en julio de 2006.
La primera temporada del anime tuvo un notable éxito en Japón, estrenándose una segunda temporada en julio de 2007 llamada Futatsuki no Kishi (双月の騎士?). Una tercera temporada, Princesses no Rondo (ゼロの使い魔 ～三美姫の輪舞～ ～Sanbiki (Purinsesse) no Rinbu (Rondo)～?), fue estrenada el pasado 6 de julio de 2008; y una cuarta y última, Final (ゼロの使い魔 F～?). La primera temporada de la serie fue licenciada en los Estados Unidos por Geneon Entertainment, mientras que en España por Yowu Entertainment bajo el nombre de La magia de Zero,  misma que también licencio para Latinoamérica. En diciembre de 2008, fue lanzado un OVA, que no es más que un capítulo extra de género ecchi. Cabe decir que utiliza nombres de personajes históricos de la historia de Francia y sacados de la novela "El vizconde de Bragelonne" de Alejandro Dumas.
Noboru Yamaguchi no había podido completar las últimas dos novelas ligeras debido al cáncer terminal que estaba padeciendo y las operaciones subsecuentes para alargarle la vida, aun así, se había enfocado en terminarlas. Sin embargo, Yamaguchi falleció el 4 de abril de 2013 publicando 20 de los 22 volúmenes previstos. A pesar de la muerte del autor, la rama editorial de Media Factory decidió concluir las novelas a petición de los fanes de la serie y el expreso deseo del autor por terminar su obra.

## Argumento
En un mundo donde existe la magia y existe cierta desigualdad social entre la nobleza y los plebeyos ya que los primeros son gente que puede utilizar magia y no así los plebeyos, quienes son vistos como inferiores. En el reino de Tristain la nobleza asiste en su adolescencia a la Academia de magia, donde aprenden a controlar y perfeccionar su poder, sin embargo Louise Françoise Le Blanc de La Vallière, también llamada por sus compañeros de la academia de magia Louise la Cero (ゼロのルイズ Zero no Louise?), no es capaz de realizar ningún hechizo sin que haya una explosión a pesar de provenir de una familia noble de reconocido linaje. 
En la academia existe un ritual mediante el cual todos convocan a su Familiar (criatura que acompañara al mago y estará a su servicio durante el resto de su vida) y Louise convoca a Saito, un humano de la Tierra (japonés), siendo un gran alboroto porque nunca se había visto que alguien convocara a un plebeyo como familiar, lo cual sorprende a todos ya que Saito adquiere la habilidad de usar cualquier arma con absoluta maestría simplemente al tocarlas. 
Al inicio de la serie se muestran indiferentes el uno del otro, ya que Louise se siente decepcionada al traer un familiar que no llena sus expectativas y lo trata como un simple esclavo sin algún derecho, mientras que Saito se encuentra confundido ya que aún no acepta la nueva realidad en la que vive y para él las clases sociales e imposiciones sociales de ese mundo carecen de sentido. Pero poco a poco se desenvuelven sus sentimientos así como las habilidades de cada uno y el verdadero enemigo del reino en que viven. Louise y Saito terminan enamorándose y deberán confesar sus sentimientos antes de que la guerra los alcance.

## Aspectos de la serie

### Mundo Mágico vs Mundo Humano
La historia se desarrolla en un mundo mágico donde no existe tecnología sobresaliente más allá del siglo XIX. Algunos objetos del mundo humano que llegaron al mundo mágico son considerados tesoros muy valiosos. Las armas del mundo humano son armas muy poderosas y los aviones son llamados "dragones" en el mundo mágico. La gente se transporta a caballo, carrozas y en unos extraños barcos que vuelan. Los seres mitológicos como duendes, elfos, dragones, ogros y por supuesto magos, existen. Hay una clara distinción social entre nobles y plebeyos.
Plebeyos son aquellos que no pueden utilizar magia y son los sirvientes de los nobles. Un noble puede convertirse en plebeyo al perder su título nobiliario cuando se convierte en criminal o traiciona la corona. 
En cambio, los nobles son personas que pueden utilizar magia, y por lo general tienen grandes fortunas. Para un noble, el mayor orgullo es tener una gran reputación para la familia, lo que se consigue haciéndole favores a la corona. En este mundo existen cuatro tipos de magias conocidas, que son: el fuego, el agua, el viento y la tierra. El vacío es un elemento mítico del que no se conoce su poder más que en leyendas.
El mago del vacío que menciona la leyenda no es capaz de manejar las demás magias, además que ese tipo de magia requiere de mucho tiempo de invocación, por lo que el familiar del mago del vacío debe de ser un guerrero que lo proteja mientras invoca. En la cuarta temporada se menciona que hay sólo 4 personas que pueden usar la magia del vacío, y los 4 familiares se llaman:
- Gandalfr: La mano izquierda de Dios. La canción del Pionero lo llama "El valiente Escudo de Dios". En este caso es Saito, que tiene su runa en la mano izquierda y puede usar cualquier arma o máquina de guerra que toca como si fuera un experto. Su maestra es Louise.
- Windalfr: La mano derecha de Dios. La canción del Pionero lo llama "La Amable Flauta del Corazón de Dios". En este caso es Julio, tiene su runa en la mano derecha y puede manipular a los animales a su antojo. Su maestro es el Papa Vittorio de Romalia.
- Myozunitonirun: La mente de Dios. La canción del Pionero lo llama "El Fragmento de la Sabiduría de Dios". En este caso es Sheffield y tiene el poder de hacer funcionar cualquier objeto mágico a voluntad. Su maestro era Joseph (el rey de Gallia), aunque después de la muerte de este y su Familiar, se espera que una nueva persona adquiera sus poderes. Tiene su runa en la frente.
- Lifbrasir: El corazón de Dios. La canción del Pionero lo llama "Aquél cuyo nombre no puede ser recordado". En este extraño caso Saito también adquiere este poder, siendo el único Familiar que ha tenido dos maestros a la misma vez, aunque no el único en tener dos runas a la vez, siendo la otra Sasha quien también era Gandalfr como Lifbrasir. Su poder es el de amplificar la magia a niveles inimaginables, pero a un coste muy elevado (le quita la energía del alma del familiar y esta ya no puede regenerarse). Su maestro es Tiffania. Tiene su runa en el pecho.

El mundo mágico, a su vez, se divide en reinos, los cuales tienen cierta similitud con los reinos de Europa medieval. Donde se desarrolla la trama es principalmente en Tristania, que viene siendo el equivalente al Flandes de la Edad Media. Otros reinos importantes es el reino flotante de Albion, equivalente a Inglaterra; Romalia, homólogo de Italia; Galia, equivalente a Francia y Germania, equivalente de Alemania y Rusia. En el reino de Tristania se encuentra la escuela de magia, donde se desarrolla la historia.

### Lugares
Halkeginia (ハルケギニア?)

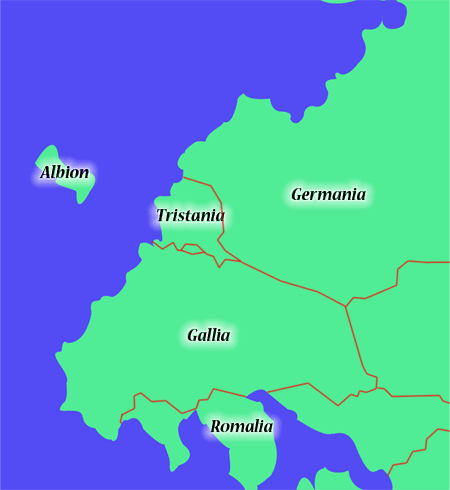
Mapa del continente ficticio de Halkeginia, se asemeja al del continente europeo.

Es el continente en donde tiene lugar la historia. Es muy similar a Europa, al igual que el nombre de los países que se encuentran allí. Al comenzar la historia, el continente se muestra en un estado de "paz". El argumento de la serie se asemeja a la era medieval europea, tanto política, social como geográficamente. 
Tristania (トリステイン?)
La nación en donde se desarrolla en su mayoría la serie. Una pequeña monarquía que se encuentra amenazada por Albion, tras una rebelión en esa nación. Tristania posee una academia de magia, a donde se dirigen distintos nobles para que eduquen a sus hijos allí. Militarmente el país es muy débil, forzando la alianza con naciones vecinas mediante matrimonios. La capital es Tristania (トリスタニア Torisutania?) y está localizada al noroeste de Halkeginia. Se asemeja a lo que sería hoy en día Holanda y Bélgica.
Germania (ゲルマニア?)
La nación más extensa del continente y la más fuerte militarmente. Aunque su nombre deriva de la palabra "Germany" (Alemania), su extenso territorio recuerda más a un país como Rusia. Germania está localizada al noreste de Tristania y es la nación de donde proviene Kirche.
Gallia (ガリア?)
Otra nación del continente, localizada al sureste de Tristania. Limita con Germania en el bosque Alden. Es el segundo más extenso y se asemeja a Francia, aunque ocupa también la península ibérica (España y Portugal). Hay una ciudad llamada La Rochelle en las montañas, que posee un importante puerto. Es la nación de donde proviene Tabitha.
Romalia (ロマリア?)
Un santo imperio, localizado al sur de Gallia. Ocupa una península similar a la Balcánica; de este país proviene Julio Cesare.
Albion (アルビオン?)
Una isla flotante apodada "el país blanco" muy similar a Gran Bretaña. La rebelión que se presenta en la monarquía (similar también a la Revolución inglesa) obliga a que se cree un parlamento, liderado por Cromwell, personaje que decide atacar Tristania.

## Personajes
Saito Hiraga (平賀才人 Hiraga Saito?)
Voz por: Satoshi Hino

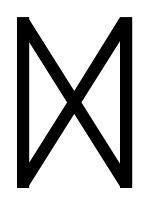
Letra rúnica dagaz.

Saito es el protagonista masculino de la serie, que yendo a arreglar su ordenador fue convocado de la Tierra (concretamente Tokio, Japón) por Louise, para ser su Familiar. Él es un gandalfr (la mano izquierda de dios) es capaz de utilizar cualquier objeto diseñado para el combate real. En un principio Saito no tenía ni idea de dónde se encontraba, estaba completamente desorientado. Además, no comprendía el idioma en el que le estaban hablando, pero por un fallo de un hechizo de silencio de Louise, este comenzó a comprender y a usar el idioma como si estuviese hablando en japonés empezando a hacer las labores de un sirviente, el sirviente de Louise. Consigue el título de Chevalier (caballero) otorgado por la reina Henrrietta después de una misión, luego consigue ser nombrado señor feudal por la reina Henrrietta quien con ello le regala una mansión. Es el único familiar que tiene dos amos en este caso dos amas, ya que es el familiar de Louise y Tiffania. Al inicio solo siente desprecio de Louise ya que es arrogante y malcriada pero aun así se enamora debido a que varias veces se le declara pero las situaciones que crea con las demás personajes como es el caso de su criada Siesta, su otra ama Tiffa, la princesa Henrrieta y de su compañera Tabitha hace parecer lo contrario. Saito siente algo por Siesta, Tiffa y Henrrietta pero su amor por Louise es irreversible. Tiene 17 años de edad.
Louise (ルイズ?)
Voz por: Rie Kugimiya
Louise, cuyo nombre completo es Louise Françoise le Blanc de la Vallière (ルイズ・フランソワーズ・ル・ブラン・ド・ラ・ヴァリエール?), es la protagonista femenina de la serie y cursa el segundo año en la Academia de Magia en Tristania. No consigue hacer ningún hechizo, y no tiene ningún don, por lo que sus compañeros de clase la apodaron con "Louise la Zero". Es pequeña, delgada, de ojos y cabello rosado, siendo muy molestada en la serie por sus senos pequeños. Es la tercera descendiente de la familia Vallière que procede del noreste del territorio Tristania. Es amiga de la infancia de la reina de Tristania Henrietta a quien ayuda en varias ocasiones, es la única que pudo invocar dos veces al mismo Familiar. Al principio ve a Saito como un familiar y por lo tanto lo trata más como un animal que como una persona, pero como va avanzando la historia se va enamorando de él ya que se pone celosa cuando lo ve con Siesta, Tiffa y con Henrrieta. Tiene 16 años de edad. Ella es la única portadora del vacío capaz de usar dos tipos de hechizos, el de la explosión y el portal entre mundos.
Tabitha (タバサ?)
Voz por: Yuka Inokuchi
Su verdadero nombre es Charlotte Helene Orléans de Gallia (シャルロット?). Es una de las compañeras de clase de Louise, a principio de la serie ella no aparecía mucho, no decía casi ninguna palabra demostrando una personalidad fría, seria y callada. Es la mejor amiga de Kirche, además que es la hija del difunto y antiguo rey de su país natal, Gallia, todo su pasado había sido responsable de que ella adaptarla esa nueva personalidad. Tiene un pasado triste, ya que después del asesinato de su padre, varias personas iban tras ella para asesinarla, pero su madre se sacrifica por ella tomando una poción para perder la razón, después de ello quienes la buscaban desaparecieron, y su tío la mando a misiones suicidas pero ella logró superarlas ganando el título de "Chevalier" (caballero),  para después ser mandada a la escuela de magia de Tristania. Es una maga tipo triángulo capaz de controlar el viento y el agua/hielo. Su familiar es un dragón llamado Sylphid, que más adelante se descubre que tiene la capacidad de tomar la forma humana. Se enamora de Saito en el final de la tercera temporada. Ella ayudó a Louise a recuperar sus poderes cuando besó a Saito frente a ella (aún no se sabe la razón del por qué lo hizo, pudo ser para que reaccionará al sentimiento de sorpresa y celos, ya que la magia del vacío depende de los sentimientos del corazón). Más adelante en la serie ella se convierte en la nueva reina de Gallia, después de la muerte de su tío, Joseph, responsable del asesinato de su padre, ganándose el odio profundo y absoluto de Tabitha, aunque de todos modos ella le perdonó la vida cuando este se encontraba agonizante, gracias a Saito quien la hizo reaccionar antes de que le diera el golpe de gracia. Tiene el cabello de un color celeste claro, ojos azules, usa lentes que en muy raras ocasiones se los quita, su varita es un bastón, es reconocida por siempre estar leyendo un libro. Tiene 15 años de edad, siendo la menor de todas las chicas.
Kirche Von Zerbst (キュルケ?)
Voz por: Nanako Inoue
Kirche Augusta Frederica von Anhalt Zerbst es una maga de fuego y su apodo es "Kirche la Ardiente" y, supuestamente, después de que Saito derrotara a Guiche, "Kirche la Pasión". A menudo se implica en el anime que tiene la costumbre de elegir (y dormir con) sus novios con un horario fijo, sin embargo, cuando conoce a Saito, su hábito podría haber cambiado a causa de él. Su mejor amiga es Tabitha, y siempre está con ella y le tiene un cariño y amistad inmensos. Ella se preocupa por Tabitha, y veces, hasta se enoja si alguien hace daño a Tabitha, como se muestra cuando se entera del secreto de Tabitha durante su visita a Gallia. Kirche es la hija de una familia de militares de Germania, sin embargo, era una molestia para la familia desde que fue expulsada de su escuela anterior y se vio obligada a casarse con un "vejete" (por sus palabras). Más tarde fue transferida a la Academia y encontró a Tabitha. Kirche tiene un talento especial en la persuasión, ya que no lo piensa dos veces de usar su cuerpo para obtener información secreta, como en la Galia cuando trató de reunir información sobre el paradero de Tabitha. Una cantidad muy pequeña de los hombres se resiste a esta persistencia, que no incluye a los chicos de la Academia pero si incluyendo a Saito, hasta después del debut de Fouquet. Este talento es algo que Kirche utiliza a menudo para molestar a Louise, quien ha sido su acérrima rival desde entonces, hasta que ella admite que el conocimiento de la afinidad de vacío de Louise y se disculpa por las cosas terribles que le había hecho a Louise. El Familiar de Kirche es una Salamandra de fuego llamada Flame. Tiene 18 años de edad.
Guiche de Gramont (ギーシュ?)
Voz por: Takahiro Sakurai
Guiche es el tercer hijo del general Gramont. Viniendo de una larga línea de antepasados militares, Guiche siempre ha estado involucrado en los asuntos militares de Tristania, pero en realidad, es un cobarde. Tuvo miedo de Saito desde que este lo derrotara en un combate. Sin embargo, lo que hace que tenga suerte en algunos momentos, como cuando sin querer golpeó a Cromwell con un palo mientras Tabitha y Kirche estaban bajo el poder del Anillo de Andvari, y en la Princesa no Rondo, cuando se mejora en gran medida, convertirse en un oficial al mando (con Saito como su suplente) de los Caballeros Ordine del agua del Cuerpo de espíritus. A pesar de esta mejora, se mantiene con una característica: es un necio y vano playboy. Él ama a Montmorency y está dispuesto a protegerla, pero todavía tiene la costumbre de cortejar y de actuar vanidoso delante de las chicas. Es un personaje muy pervertido, aún más que Saito (ya que este último tiene la conciencia de que Louise está ahí, preparada para cualquier cosa). Su varita es una rosa.
Siesta (シエスタ?)
Voz por: Yui Horie
Sirvienta de la academia. Al contrario que Louise, ella trata a Saito con amabilidad, respeto y dulzura. No posee poderes mágicos. Su bisabuelo fue un habitante de la Tierra que llegó en un avión del cual es descendiente, es reconocida por Saito y así se enamora de este último. En la 3ª temporada se convierte en la criada personal de Saito al obtener este último un título nobiliario. Es la principal y más dura rival amorosa de Louise, ya que Saito la encuentra atractiva en todos los sentidos (aunque queda implícito que Saito prefiere a Louise a pesar de todo). Su relación con Louise podría ser de "amienemigas", ya que si bien son rivales amorosas, la mayor parte del tiempo son muy buenas amigas y eso se nota cuando ambas intentan averiguar que hay entre Saito y Henrrietta.
Henrrietta (アンリエッタ?)
Voz por: Ayako Kawasumi
Reina de Tristania, coronada tras la caída de Albion. Les encarga una misión importante a Saito y Louise muy a menudo. Tiene cabello morado y ojos morados y casi siempre viste elegante. En la primera temporada (y a inicios de la segunda) está enamorada de Wales, príncipe de Albion, el cual es asesinado durante la revolución en ese país. Después, se descubre que está enamorada de Saito tras varias situaciones indecorosas (incluido tomar la apariencia de la mismísima Louise) y que hará lo imposible para conquistarlo, aunque eso le cueste su larga amistad con Louise.

## Anime

### Banda sonora
| Temporada          | Canción               | Intérprete   | Composición         | Versión Latina   | Intérprete(Latino) |
| ------------------ | --------------------- | ------------ | ------------------- | ---------------- | ------------------ |
| Zero no Tsukaima   | First Kiss            | Ichiko       | Mitsumune Shinkichi | Un Beso de Amor  | Annie Rojas        |
| Zero no Tsukaima   | Hontō no Kimochi      | Kugimiya Rie | Mitsumune Shinkichi | Honto no Kimochi | Melissa Gedeón     |
| Futatsuki no Kishi | I say Yes             | Ichiko       | Mitsumune Shinkichi |                  |                    |
| Futatsuki no Kishi | Suki? Kirai!? Suki!!! | Kugimiya Rie | Mitsumune Shinkichi |                  |                    |
| Princess no Rondo  | You're the One        | Ichiko       | Mitsumune Shinkichi |                  |                    |
| Princess no Rondo  | Gomen ne              | Kugimiya Rie | Mitsumune Shinkichi |                  |                    |
| Final              | I'll be There for You | Ichiko       | Mitsumune Shinkichi |                  |                    |
| Final              | Kiss Shite ↑Agenai↓   | Kugimiya Rie | Mitsumune Shinkichi |                  |                    |